# Guy z Lusignanu (1303)
Guy z Lusignanu (1275? – 1303) byl pán Bejrútu a kyperský konstábl z rodu Lusignanů.

## Život
Narodil se jako jeden z mnoha synů kyperského krále Huga III. a Isabely z Ibelinu. Roku 1291 se na základě papežského dispenzu oženil s ovdovělou Eschivou, paní Bejrútu, dcerou Jana z Ibelinu. Roku 1303 byl zavražděn.